# Kreuz Saarbrücken
Kreuz Saarbrücken is een knooppunt in de Duitse deelstaat Saarland.
Op dit knooppunt kruist de A1 Keulen-Saarbrücken de A8 Perl-Pirmasens.

## Geografie
Het knooppunt ligt ten noorden van de stad Saarbrücken in de gemeenten Illingen en Heusweiler.
Andere steden in de buurt zijn Merchweiler en Quierschied.
Het knooppunt ligt ongeveer 15 km ten noorden van Saarbrücken, 103 km ten zuidoosten van Trier en ongeveer 22 km ten westen van Neunkirchen.
De A1 eindigt na bijna 750 km ten zuiden van het knooppunt in de stad Saarbrücken en gaat verder als Bundesstraße 268.

## Configuratie
Rijstrook
Nabij het knooppunt hebben beide snelwegen 2x2 rijstroken.
Alle verbindingswegen hebben één rijstrook.
Knooppunt
Het is een klaverbladknooppunt met parallelrijbanen voor beide snelwegen.

## Verkeersintensiteiten
Dagelijks passeren ongeveer 65.000 voertuigen het knooppunt.
| Van                 | Naar                 | Gemiddeld aantal voertuigen per dag | Percentage vrachtverkeer |
| ------------------- | -------------------- | ----------------------------------- | ------------------------ |
| AS Illingen (A 1)   | AK Saarbrücken       | 32.900                              | 7,0 %                    |
| AK Saarbrücken      | AS Quierschied (A 1) | 16.500                              | 4,8 %                    |
| AS Heusweiler (A 8) | AK Saarbrücken       | 31.400                              | 7,5 %                    |
| AK Saarbrücken      | AS Merchweiler (A 8) | 48.900                              | 12,3 %                   |

## Richtingen knooppunt
| Aansluitende wegen                        | Aansluitende wegen | Aansluitende wegen                                  | Aansluitende wegen | Aansluitende wegen                                             |
| ----------------------------------------- | ------------------ | --------------------------------------------------- | ------------------ | -------------------------------------------------------------- |
| richting Trier / Koblenz / Keulen         |                    |                                                     |                    |                                                                |
|                                           |                    |                                                     |                    |                                                                |
| richting Heusweiler Saarlouis / Luxemburg |                    |                                                     |                    |                                                                |
|                                           |                    |                                                     |                    |                                                                |
|                                           |                    | richting Quierschied / Riegelsberg Saarbrücken-West |                    | richting Neunkirchen Luchthaven Saarbrücken Saarbrücken (A623) |